# Игра по план
„Игра по план“ (на английски: The Game Plan) е американска семейна комедия от 2007 г. на режисьора Анди Фикман, по сценарий на Никол Милард, Катрин Прайс и Одри Уелс, и участват Дуейн Джонсън, Медисън Петис, Кира Седжуик, Морис Честнът и Розалин Санчес.
Това е последният филм, който е разпространен от Буена Виста Пикчърс, след като Дисни оттегли псевдонима „Буена Виста“ в подразпределенията на компанията им през същата година. Това е също последният филм, където Джонсън си кредитира името на ринга. Премиерата на филма е на 28 септември 2007 г. и печели 146 млн. долара в световен мащаб.

## Дублажи

### Александра Аудио/Нова телевизия(2010)
| Озвучаващи артисти     | Петър Върбанов Тодор Георгиев Златина Тасева Поликсена Костова |
| Изпълнителен продуцент | Васил Новаков                                                  |
| Тонрежисьор            | Снежана Славкова                                               |
| Режисьор на дублажа    | Георги Стоянов                                                 |

### Нова Броудкастинг Груп/Нова телевизия(2020)
| Озвучаващи артисти  | Христо Узунов Христина Ибришимова Силви Стоицов Александър Воронов Нина Гавазова Яница Митева |
| Тонрежисьор         | Миряна Мезеклиева                                                                             |
| Режисьор на дублажа | Димитър Кръстев                                                                               |